# شريف سي
شريف سي (بالفرنسية: Cherif Sy)‏ (ولد في 17 مايو 1960) هو سياسي وصحفي بوركينابي ولِدَ في موريتانيا وشغِل منصب الرئيس الانتقالي للبرلمان من 2014 حتى 2015 ومنصب رئيس بوركينا فاسو بالنيابة من 17 حتى 23 سبتمبر 2015.

## سيرة

### السيرة الصحفية
شريف سي هو ابن الجنرال البوركينابي بابا سي الذي شارك في ثورة عام 1983 والتي أسفرت عن وصول توماس سانكارا إلى سدة الحكم. انتقل شريف سي إلى باريس بعد موت سانكارا عام 1987 ليرأس لجنة الدفاع عن الثورة. وكان من منتقدي الرئيس بليز كومباوري. عمل سي صحافياً ومحرراً في صحيفة «بيندر» (بالفرنسية: Bendre)‏. أعيد انتخابه في مارس عام 2013 رئيساً لجمعية محرري الصحافة الخاصة.
لعِبَ سي دوراً هاماً في المظاهرات الشعبية التي أدت في نهاية المطاف إلى تنحي كومباوري عن سدة الحكم عام 2014. اختير ميشيل كافاندو رئيساً للبلاد في شهر نوفمبر من عام 2014 بعدما فضلته لجنة مؤلفة من 23 مسؤول على كل من جوزفين ويدراوغو وشريف سي. أصبح رئيساً للمجلس الانتقالي الوطني في بوركينا فاسو يوم 27 نوفمبر من نفس العام. وهزم منافسه الرئيسي على المنصب وهو إبراهيم كوني بأصوات 71 مقابل 14. وقد قدم سي عدداً من المقترحات خلال المدة التي تولى بها المنصب مثل إلغاء عقوبة الإعدام وذلك في ضوء حكم الموت الذي صدر بحق صديقه نوربرت زونغو. كما رعى سي قانوناً بشأن الحق في الوصول إلى المعلومات. وكانت أكثر قوانينه جدلاً هي إجراء تعديل على قانون الانتخابات.

### الدور في الانقلاب وما تبعه
شغِل سي منصب الرئيس بالنيابة بين 17 حتى 23 سبتمبر من عام 2015 خلال انقلاب سبتمبر 2015 الذي قاده جيلبرت ديندري. واُحتجِزَ على أثر الانقلاب كل من الرئيس ميشيل كافاندو ورئيس الوزراء يعقوب إسحاق زيدا كرهائن. وقال سي: «لم يكن الانقلاب مفاجئاً»، وتابع: «لطالما قد قلتُ منذ بداية المرحلة الانتقالية بأنه في حال عدم حلّ هذه الوحدة، فإنه سيتم نشر هذه القوات في مكان آخر وسيكون لدينا مشاكل». وأصدر بعد ذلك تصريحاً يقول فيه بأن هناك حوار يجري بين القيادة العسكرية وعناصر من فصيل فوج الأمن الرئاسي (RSP) المسؤولة عن الانقلاب، وأشار إلى أن البلاد في خطر. كان سي من منتقدي الانقلاب منذ البداية. وقد أدان الاتفاق الذي اقترحته المجموعة الاقتصادية لدول غرب أفريقيا من قبل الوسطاء الأفارقة والرئيس السنغالي ماكي سال والرئيس البنيني يايي بوني، وكانت هذه المبادرة ستسمح للمؤيدين السابقين لبليز كومباوري بالمنافسة في الانتخابات، بالإضافة إلى عرض العفو على مرتكبي الانقلاب.
أعلن سي نفسهُ رئيساً مؤقتاً لبوركينا فاسو فقد كان حينها ثالث أهم مسؤول في البلاد. وبدأ حملة على وسائل التواصل الاجتماعي سعى من خلالها للإطاحة بزعماء الانقلاب. وانضم جزء كبير من الجيش إلى حملته، لعدم ثقتهم بجيلبرت ديندري والحرس الرئاسي. واعترف دينديري في نهاية المطاف بأن الانقلاب كان خطئاً. ورفض سي المشاركة بالانتخابات عندما أُعلِن عن إجراءها في شهر نوفمبر، وخرج من المشهد السياسي في بوركينا فاسو. وقد نال جائزة بمجال الصحافة لدوره في إنهاء الانقلاب.
ألقى سي كلمةً مرفقاً بعرض كي نوت في أكرا بغانا بتاريخ 15 مارس عام 2016 تحت عنوان «تعزيز الصحافة المهنية من أجل الحكم الرشيد في غرب أفريقيا». ويوصف شريف سي بالسانكاراي في فكره.